# 詹詠然

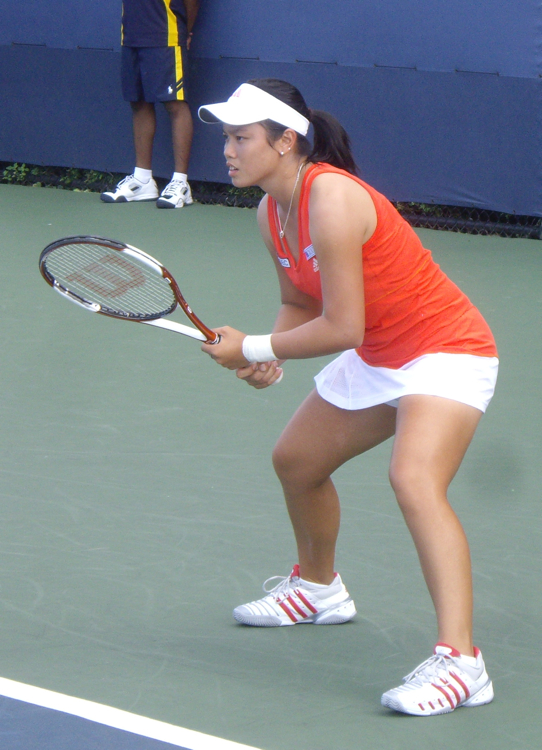
2007年美國公開賽

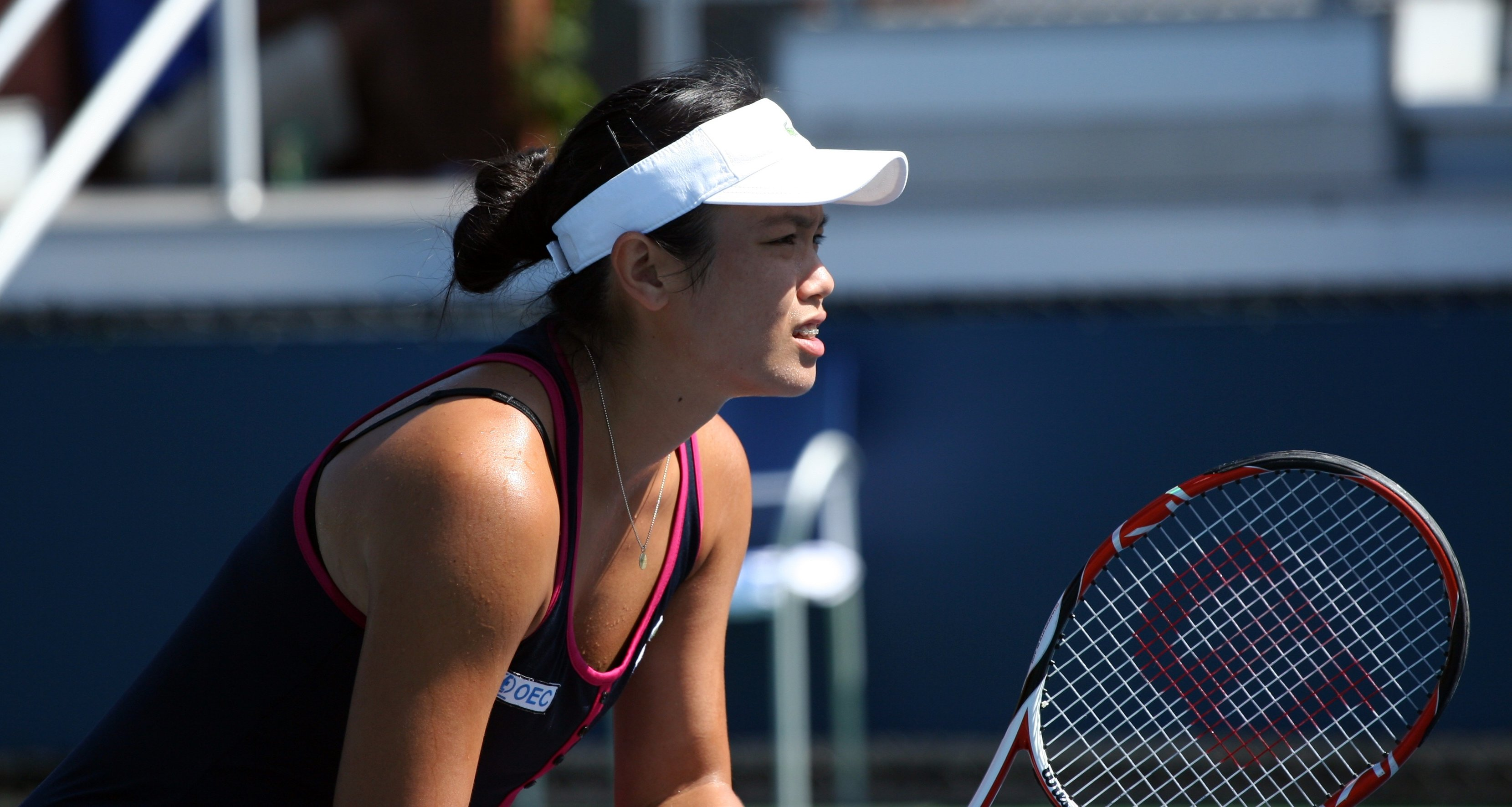
2009年美國公開賽

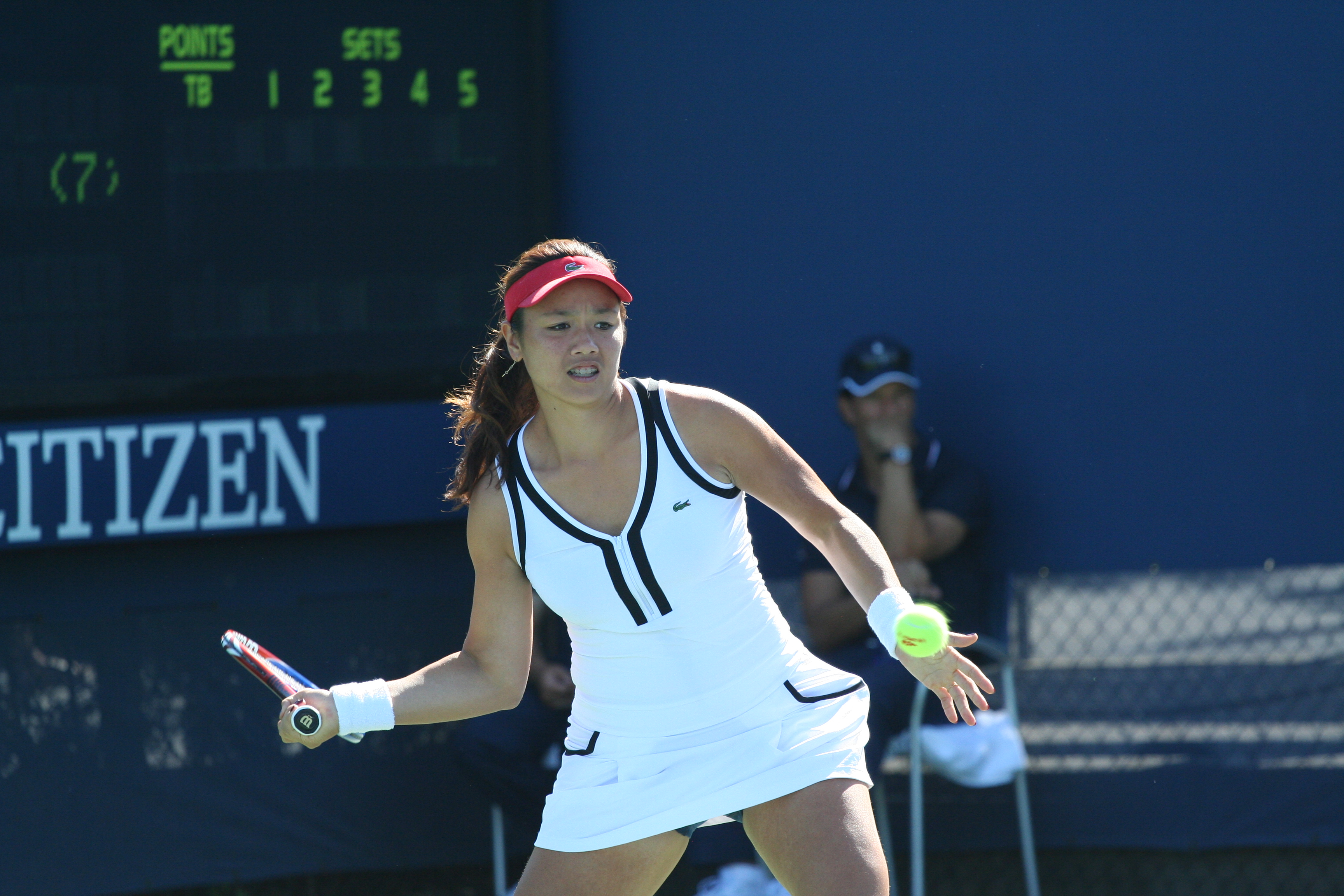
2010年美國公開賽

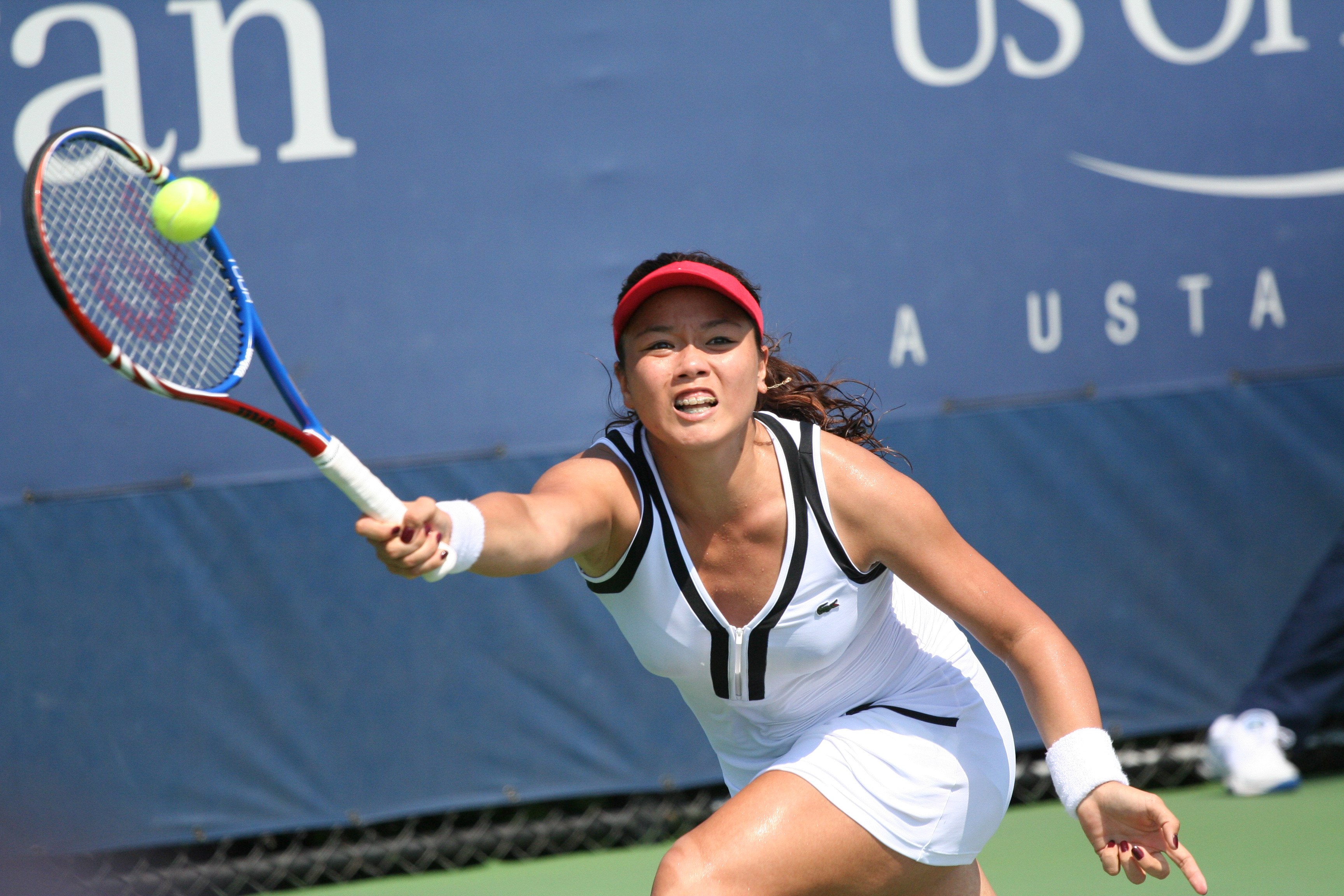
2010年美國公開賽

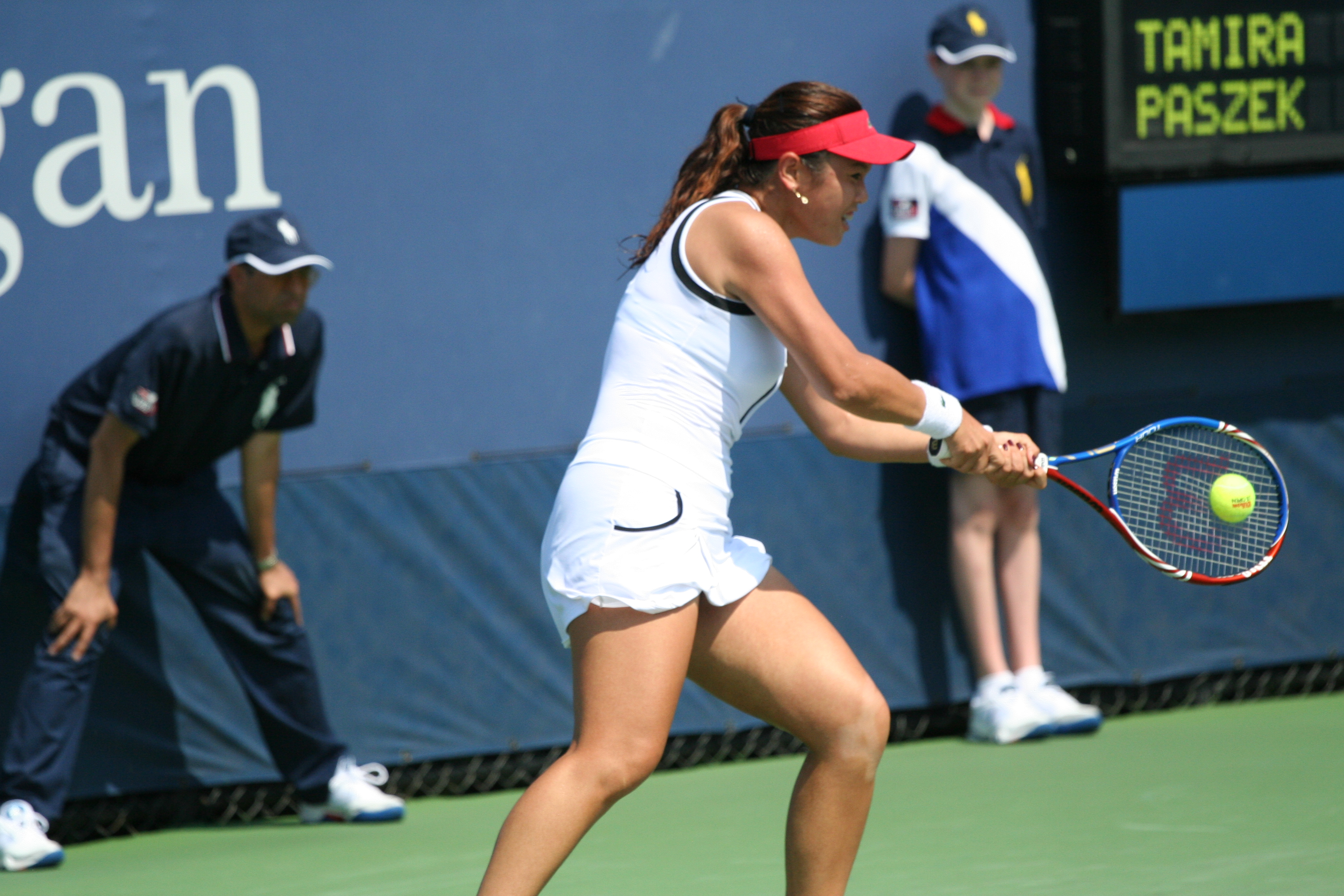
2010年美國公開賽

詹詠然（英文名：Latisha Chan，1989年8月17日—），出生於臺中縣東勢鎮（今臺中市東勢區），臺灣女子職業網球選手，目前為國立體育大學國際運動管理與創新表演博士班學生。職業生涯早期與莊佳容聯手出戰女雙於2007年獲得兩座大滿貫亞軍，2017年與瑞士前網球球后辛吉絲搭檔奪下含美網在內的九座冠軍與季末19連勝，成為繼謝淑薇之後，台灣第二位獲得大滿貫冠軍的球員；同年獲選WTA年度最佳雙打組合 ，亦為首位獲得WTA年度獎項的臺灣選手，三天後登上女子雙打世界第一並維持長達33週（2017年10月23日至2018年6月10日）。2018年與克羅埃西亞伊萬·多迪格攜手於法國網球公開賽奪冠，是臺灣球員首座網球大滿貫混合雙打頭銜。但職業生涯從未獲得WTA級別單打冠軍。

## 網球生涯
詹詠然的網球生涯是由她的父親詹元良開啟，8歲即獲得全臺中12歲組冠軍，之後又獲14歲組的冠軍。雖在1999年遭遇921大地震，家中仍然支持她繼續網球生涯，2004年2月和8月，分別拿下澳洲網球公開賽青少組雙打冠軍和斯里蘭卡女子巡迴賽女單冠軍。
詹詠然是2006年中央通訊社“台灣十大潛力人物”體育競技類的得主。在2007年澳洲網球公開賽中，詹詠然與搭檔莊佳容在女雙賽事中以外卡身分一路過關斬將，四強賽以直落二擊敗尋求衛冕的中國搭檔鄭潔、晏紫，晉級決賽，後來在決賽中以4-6、7-6、1-6輸給分別來自辛巴威以及南非的搭檔卡拉·布萊克（Cara Black）和莉澤爾·許貝爾（Liezel Huber）而獲得亞軍。而後，在2007年美國網球公開賽中，詹詠然與莊佳容以第五種子身分再度晉級決賽，雖然以4-6、2-6敗給法國選手納塔莉·德希與俄羅斯選手沙芬娜（Dinara Safina）組合，獲得亞軍作終。

### 2007年
詹詠然與莊佳容獲得馬德里WTA年終賽的參賽資格，詹詠然和莊佳容在首輪四強賽以兩個2：6敗給日本女將杉山愛和斯洛伐尼亞選手卡塔琳娜·斯雷博特尼克組成的搭檔，止於四強。
由於詹詠然與莊佳容在大滿貫賽事的驚人表現，掀起台灣網壇的另一波高峰，當時兩人有「黃金女雙」、「寶島雙嬌」的美稱。

### 2008年
詹詠然與莊佳容的合作於該年遭逢瓶頸。雖然在羅馬公開賽及洛杉磯菁英賽拿下雙打冠軍，雙打排名一度上升到第六以及第五位，但在眾所企盼的四大賽事中，溫網及美網皆於首輪出局，澳網在第三輪打包，只有法網平了07年成績打進八強。在北京奧運會裡，詹莊組合在第二輪敗給義大利弗拉維婭·佩內塔與弗蘭切斯卡·斯基亞沃內組合。
詹詠然於2008年美國網球公開賽首輪擊敗俄羅斯選手Alla Kudryavtseva，取得個人大滿貫賽單打會內賽第一勝。

### 2011年
詹詠然與保羅·杭利獲得澳洲網球公開賽混合雙打亞軍，敗給卡塔琳娜·斯雷博特尼克、丹尼爾·內斯特。

### 2013年
詹詠然從Pattaya City 到寧波125K的挑戰賽，連續五個賽事都是一輪遊，陷入低潮中。

### 2014年
在亞運前又爆發小風波，當時世界雙打第四的謝淑薇向詹詠然示好，想和她一起搭配雙打，然而詹詠然卻表態，妹妹詹皓晴才是自己最好的搭擋。

### 2015年
在單打方面，多哈，法網，Bastad ，諾丁漢，溫網，史丹佛賽皆無法打進會內賽，自此重心完全轉移至雙打，並且與妹妹詹皓晴搭配。詹詠然與妹妹詹皓晴剛開始搭配時前幾站成績並不理想，但在辛辛那提一站以非種子組合贏得超五巡迴賽冠軍，並在美網獲得8強。接下來的亞洲賽季，拿下東京國際巡迴賽冠軍，東京頂級巡迴賽亞軍、武漢四強、中國公開賽亞軍，憑這幾站不錯的成績得以進入WTA年終總決賽。在年終賽八強時以小組巡迴賽2勝1敗分組第二成績進入四強，但在四強時敗給辛吉絲及桑尼亞·米爾莎組合，結束了2015年賽季。

### 2016年
在澳網前詹家姐妹在BRISBANE及SYDNEY兩站都早早出局。在澳網名列第二種子，但在八強時錯過兩個賽末點遭第七種子捷克組合安卓莉雅·哈拉瓦科娃(Andrea Hlaváčková)、露絲·哈迪卡(Lucie Hradecká)逆轉擊敗。但接下來在台灣首度舉辦的WTA級國際巡迴賽台灣公開賽獲得冠軍，詹家姐妹並宣布此站獎金將捐給因地震而受到災情的台南市。下一站詹家姐妹在杜哈站獲得姐妹合體第二座超五巡迴賽冠軍，並憑此姐妹倆女雙排名雙雙達到生涯新高第5名。但此後下半年賽季並不理想，幾個大比賽均早早出局，里約奧運也止步八強。下半年除獲得香港國際巡迴賽冠軍外，僅在伊斯特本獲得亞軍，武漢、中國公開賽四強，年底年終總決賽第一輪又敗給辛吉絲及桑尼亞·米爾莎組合(當年雙打賽事採單淘汰制)，女雙排名退居12名。

### 2017年
1月，詹詠然持續專攻雙打並繼續與妹妹詹皓晴搭配，但連續在三站奧克蘭、雪梨、澳網等均首輪出局。雖在下一站臺灣公開賽與妹妹成功衛冕奪冠，獲得生涯第18座女雙冠軍，但仍決定與妹妹暫時拆夥並與前世界女單、女雙世界第一辛吉絲(Martina Hingis)搭檔。
2月，與辛吉絲搭檔中東兩站仍在磨和期，止步杜哈四強、杜拜八強。
3月，在搭配第三站，第一場PreM級印地安泉站，連過五關奪得女雙冠軍。
5月，紅土賽季開始，與辛吉絲接連奪下PreM級馬德里公開賽和Pre5級羅馬公開賽兩座紅土背靠背女雙冠軍。接著與妹妹詹皓晴在史特拉堡獲得亞軍。5月底，法網開始，詹詠然與辛吉絲延續之前紅土8連勝好狀態，連過四關並每場比賽不讓對手拿超過三局進入準決賽並達到紅土12連勝。可惜準決賽遇到大會第一種子Bethanie Mattek-Sands / Lucie Safarova 組合，不敵對手前排及後排聯合猛攻下以直落二4-6/2-6遭淘汰。
6-7月，草地賽季開始，複製法網前模式，詹詠然在溫布頓大滿貫前兩場熱身賽成功與辛吉絲奪得馬約卡國際賽及伊斯特本頂級賽兩座草地賽女雙冠軍，奪得自2月兩人搭配以來的第四及第五冠。之後溫網於八強賽負於安娜－蓮娜·歌恩菲特(A.L.Groenefeld)／克韋塔·佩什克(K.Peschke)的德國、捷克組合
8月，與辛吉絲奪得超5巡迴賽辛辛那提冠軍,為兩人搭配以來第六冠。緊接著參加在台灣舉行的世大運，搭檔詹皓晴獲得女雙金牌，同時幫助團隊獲得女子團體組金牌；混雙部分搭檔謝政鵬獲得銅牌，於四強賽時因身體不適退賽，而引發後續輿論爭議。
爭議在於，其搭檔謝政鵬在賽前就知道詹詠然要和辛吉絲搭檔打美網，和世大運賽程衝突，最後一定會棄賽。謝政鵬多次表達自己想和另一名女將張凱貞搭檔打混雙，但教練卻再三保證，詹詠然承諾一定會出賽。然而，詹詠然卻在四強賽時聲稱身體不適棄賽，又在棄賽後在美國當地時間8/30拍到，詹詠然出現在美網的球場上熱身，身體狀況看起來相當良好。同時有消息來源也指出詹詠然收的補助款項都比別人高、長期壓榨長庚提供的免費防護員、團體賽和獎金低的比賽都會擺爛、把持網協資源讓各大賽挑教練的標準因詹家而改變，以及透過詹媽良好的交際手段，在贊助商和廠商間左右逢源，也與媒體記者保持良好關係，讓詹家姊妹的負面新聞相當少。詹詠然在混雙棄賽，最大受害者是謝政鵬，以及謝政鵬原本希望的搭檔張凱貞。
9月，在美網搭檔辛吉絲奪得個人首座大滿貫女子雙打冠軍。9月中，亞洲賽季開始，雖與妹妹詹皓晴於東京國際巡迴賽首輪出局。但在本年度最後一站超5巡迴賽武漢站與辛吉絲奪得女雙冠軍，為兩人搭配以來第八冠。
10月，在本年度最後一站PreM級的北京公開賽中再奪女雙冠軍，與辛吉絲自辛辛那提以來連續4站奪冠，並創下18連勝。10月23日，女子雙打首次站上世界排名第一。10月28日，於年終總決賽四強落敗，19連勝中止，搭檔辛吉絲退休。

### 2021年
2020東京奧運網球女雙組合詹詠然∕詹皓晴首輪對上羅馬尼亞組合尼古拉絲(Monica Niculescu)／歐拉露(Raluca Olaru)。在歷經1小時58分鐘的3盤大戰後，以5：7、6：1、6：10出局，在東京奧運首輪的32強戰敗北，無緣晉級第2輪。

### 2024年
2024巴黎奧運網球女雙組合詹詠然∕詹皓晴首輪對上2020東京奧運金牌得主捷克組合克雷茲可娃（Barbora Krejcikova）／西尼亞可娃（Katerina Siniakova）。歷經1小時29分鐘的2盤大戰後，以4：6、0：6出局，無緣晉級第2輪。

## 重要戰績

### WTA單打亞軍(1)
- 2007年(1)-曼谷 （页面存档备份，存于）

### 大滿貫雙打冠軍(1)
2017年 - 美國網球公開賽（搭檔:辛吉絲）

### WTA雙打冠軍(27)
- 2005年(1)-首爾（英语：Hansol Korea Open）（搭檔：莊佳容）
- 2007年(3)-班加洛（英语：2007 Bangalore Open#Doubles）、伯明罕（英语：2007 DFS Classic - Doubles）、荷蘭's-Hertogenbosch（英语：2007 Ordina Open - Women's Doubles）(搭檔皆為莊佳容)
- 2008年(3)-芭達雅（英语：2008 Pattaya Women's Open - Doubles）、羅馬一級賽（英语：2008 Rome Masters - Women's Doubles）【第1個WTA一級賽事冠軍】、洛杉磯（英语：2008 East West Bank Classic - Doubles）(搭檔皆為莊佳容)
- 2009年(1)-首爾（英语：2009 Hansol Korea Open - Doubles）(搭檔：阿比盖尔·斯皮尔斯)
- 2010年(1)-吉隆坡（英语：2010 Malaysian Open – Doubles）（搭檔：鄭潔）
- 2013年(1)-深圳（英语：2013 Shenzhen Open – Doubles）（搭檔：詹皓晴）
- 2014年(1)-伊斯特本（搭檔：詹皓晴）
- 2015年(3)-芭達雅（英语：2015 PTT Thailand Open – Doubles）（搭檔：詹皓晴）、辛辛那提（搭檔：詹皓晴）【第1座超五巡迴賽冠軍】、東京國際（搭檔：詹皓晴）
- 2016年(3)-高雄（搭檔：詹皓晴）、杜哈（搭檔：詹皓晴）【第2座超五巡迴賽冠軍】、香港（搭檔：詹皓晴）
- 2017年(10)-台北（搭檔：詹皓晴）、印第安泉（英语：2017 BNP Paribas Open）（搭檔：辛吉絲）【第1座PreM冠軍】、馬德里（英语：2017 Madrid Masters）（搭檔：辛吉絲）【第2座PreM冠軍】、羅馬（英语：2017 Rome Masters）（搭檔：辛吉絲）【第3座超五巡迴賽冠軍】、馬約卡（英语：2017 MALLORCA）（搭檔：辛吉絲）、伊斯特本（英语：2017 EASTBOURNE）（搭檔：辛吉絲）、辛辛那提（搭檔：辛吉絲）【第4座超五巡迴賽冠軍】、美網（搭檔：辛吉絲）【第1座大滿貫冠軍】、武漢（英语：2017 Wuhan）（搭檔：辛吉絲）【第5座超五巡迴賽冠軍】、北京（英语：2017 BEIJING）（搭檔：辛吉絲）【第3座PreM冠軍】

### WTA雙打亞軍(19)
- 2006年(1)-東京AIG （页面存档备份，存于）(搭檔：莊佳容)
- 2007年(6)-澳網 （页面存档备份，存于）、芭達雅 （页面存档备份，存于）、印第安泉 （页面存档备份，存于）一級賽、美網 （页面存档备份，存于）(以上搭檔：莊佳容)、伊斯坦堡 （页面存档备份，存于）(搭檔：桑尼亞·米爾莎)、斯圖加特 （页面存档备份，存于）(搭檔：沙芬娜)
- 2008年(2)-班加洛 （页面存档备份，存于）、史特拉斯堡 （页面存档备份，存于）（以上搭擋：莊佳容）
- 2009年(1)-美國史丹佛 （页面存档备份，存于）(搭檔：Niculescu （页面存档备份，存于）)
- 2010年(1)-澳洲Hobart （页面存档备份，存于）(搭檔：Niculescu （页面存档备份，存于）)
- 2014年(2)-家庭輪杯(搭檔：詹皓晴)、吉隆坡(搭檔：鄭賽賽)
- 2015年(4)-澳網 （页面存档备份，存于）(搭檔：鄭潔)、伊斯特本(搭檔：鄭潔)、東京(搭檔：詹皓晴)、北京(搭檔：詹皓晴)
- 2016年(1)-伊斯特本(搭檔：詹皓晴)
- 2017年(1)-史特拉斯堡 （页面存档备份，存于）(搭檔：詹皓晴)

### ITF與WTA挑戰賽、國內外賽事
- 2006年日本久留米女網球賽單、雙打雙料冠軍（搭檔：莊佳容）
- 國際網球聯盟（The International Tennis Federation, ITF）青少年組，世界排名第二，雙打排名第一
- 2006年杜哈亞運女子團體金牌、女子雙打銀牌（搭擋：莊佳容）
- 2007年美國Dothan女網賽單、雙打雙料冠軍（搭擋：莊佳容）
- 2007年ITF日本福岡女網賽女單冠軍(決賽對手是澳洲選手Dellacqua，比數為6-4、6-4)
- 2007年世界大學運動會女雙金牌（搭擋：莊佳容）
- 2009年ITF總獎金10萬美元法國Biarritz女網賽雙打冠軍（搭擋：阿纳斯塔西娅·罗季奥诺娃）
- 2009年ITF總獎金10萬美元日本東京女網賽雙打冠軍（搭擋：森田 あゆみ(日本)）
- 2009年台中全國運動會女子團體金牌(台北縣)、女子單打金牌、女子雙打金牌（搭擋：詹皓晴）
- 2009年ITF總獎金10萬美元台北海碩盃女網賽單、雙打雙料冠軍（搭擋：莊佳容）
- 2014年臺北海碩挑戰賽單打亞軍、雙打冠軍（搭檔：詹皓晴）
- 2022年杭州亞運女子雙打金牌（搭擋：詹皓晴）

## 成績

### 單打
| Tournament         | 2003 | 2004 | 2005 | 2006 | 2007 | 2008 | 2009 | 2010 | 2011 | 2012 | 2013 | 2014 | 2015 | SR     | W–L  |
| ------------------ | ---- | ---- | ---- | ---- | ---- | ---- | ---- | ---- | ---- | ---- | ---- | ---- | ---- | ------ | ---- |
| 大滿貫賽事         |      |      |      |      |      |      |      |      |      |      |      |      |      |        |      |
| 澳大利亞網球公開賽 | A    | A    | A    | Q2   | 1R   | 1R   | 2R   | 1R   | Q3   | A    | 2R   | 1R   | Q1   | 0 / 6  | 2–6  |
| 法國網球公開賽     | A    | A    | A    | Q1   | 1R   | 1R   | A    | 1R   | 3R   | 2R   | A    | A    | Q2   | 0 / 5  | 3–5  |
| 溫布頓錦標賽       | A    | A    | A    | 1R   | 1R   | 1R   | 1R   | 2R   | Q1   | Q1   | A    | A    | A    | 0 / 5  | 1–5  |
| 美國網球公開賽     | A    | A    | 1R   | 1R   | 1R   | 2R   | Q3   | 3R   | 1R   | Q3   | Q2   | 1R   | Q2   | 0 / 7  | 3–7  |
| 大滿貫勝負         | 0–0  | 0–0  | 0–1  | 0–2  | 0–4  | 1–4  | 1–2  | 3–4  | 2–2  | 1–1  | 1–1  | 0–2  | 0–0  | 0 / 23 | 9–23 |
| Finals             | 0    | 0    | 0    | 0    | 0    | 0    | 0    | 0    | 0    | 0    | 0    | 0    | 0    | 0 / 0  | 0    |
| 年終排名           | –    | 489  | 219  | 96   | 67   | 68   | 94   | 109  | 132  | 106  | 248  | 212  | 406  |        |      |

### 雙打
| Tournament         | 2004 | 2005 | 2006 | 2007 | 2008 | 2009 | 2010 | 2011 | 2012 | 2013 | 2014 | 2015 | 2016 | 2017 | SR      | W–L   |
| ------------------ | ---- | ---- | ---- | ---- | ---- | ---- | ---- | ---- | ---- | ---- | ---- | ---- | ---- | ---- | ------- | ----- |
| 大滿貫賽事         |      |      |      |      |      |      |      |      |      |      |      |      |      |      |         |       |
| 澳大利亞網球公開賽 | A    | A    | A    | F    | 3R   | 1R   | 3R   | 3R   | A    | 1R   | 1R   | F    | QF   | 1R   | 0 / 10  | 19–10 |
| 法國網球公開賽     | A    | A    | A    | QF   | QF   | A    | 3R   | 3R   | 3R   | A    | 2R   | 3R   | QF   | SF   | 0 / 9   | 22–9  |
| 溫布頓錦標賽       | A    | A    | A    | 3R   | 1R   | 1R   | 1R   | 2R   | 1R   | A    | 1R   | 1R   | 2R   | QF   | 0–10    | 7–10  |
| 美國網球公開賽     | A    | A    | A    | F    | 1R   | 2R   | SF   | 1R   | 1R   | 1R   | 2R   | QF   | 2R   | W    | 1 / 11  | 21–10 |
| 大滿貫勝負         | 0–0  | 0–0  | 0–0  | 15–4 | 5–4  | 1–3  | 8–4  | 5–4  | 2-3  | 0–2  | 2–4  | 10–4 | 8–4  | 13–3 | 1 / 40  | 69–39 |
| Finals Won         | 0    | 1    | 0    | 3    | 3    | 1    | 1    | 0    | 0    | 1    | 1    | 3    | 3    | 10   | 27 / 47 | 27-20 |
| 年終排名           | 373  | 148  | 119  | 8    | 17   | 52   | 18   | 42   | 72   | 98   | 36   | 7    | 12   | 1    |         |       |

### 混雙
| Tournament         | 2004 | 2005 | 2006 | 2007 | 2008 | 2009 | 2010 | 2011 | 2012 | 2013 | 2014 | 2015 | 2016 | 2017 | W–L   |
| ------------------ | ---- | ---- | ---- | ---- | ---- | ---- | ---- | ---- | ---- | ---- | ---- | ---- | ---- | ---- | ----- |
| 大滿貫賽事         |      |      |      |      |      |      |      |      |      |      |      |      |      |      |       |
| 澳大利亞網球公開賽 | A    | A    | A    | A    | QF   | A    | A    | F    | A    | A    | A    | 1R   | QF   | 2R   | 9–5   |
| 法國網球公開賽     | A    | A    | A    | 1R   | 1R   | A    | A    | 2R   | A    | A    | A    | QF   | QF   | 1R   | 5–6   |
| 溫布頓錦標賽       | A    | A    | A    | 3R   | 3R   | A    | QF   | SF   | A    | A    | 1R   | 2R   | 3R   | WD   | 10–7  |
| 美國網球公開賽     | A    | A    | A    | 2R   | 1R   | A    | 1R   | 2R   | A    | 2R   | SF   | SF   | SF   | 2R   | 13–9  |
| 大滿貫勝負         | 0–0  | 0–0  | 0–0  | 2–3  | 3–4  | 0–0  | 2–2  | 9–4  | 0–0  | 1–1  | 3–2  | 6–4  | 8–4  | 2–3  | 36–26 |

## 爭議事件

### 仁川亞運風波
2014年仁川亞運，依照規定由單打與雙打排名都更高的謝淑薇選擇雙打搭檔，謝淑薇認為與詹詠然搭檔女雙的組合較佳，卻遭詹詠然拒絕，並且網協也支持詹家姊妹雙打組合，認為他們比較有奪牌機會。隨後謝淑薇在臉書宣布，只打第一周的團體賽，第二周會與中國大陸搭檔彭帥參加中國大陸北京公開賽，退出女子雙打、混合雙打的個人賽。體育署表示為維護紀律，謝淑薇如果不打個人賽，就會把她除名，同時父親謝子龍的女子隊教練資格也會被換掉。透過謝子龍溝通，謝淑薇最後同意和詹謹瑋搭檔打女雙。而此爭議也被認為網協與體育署有無視規定且偏袒詹家的疑慮。

### 美網場外指導事件
在2015年美國網球公開賽女雙比賽對上當時世界第一的辛吉絲與桑尼亞·米爾莎組合，其父兼教練詹元良有場外違規指導的嫌疑（大滿貫賽規定教練不能指導場內選手），由於辛吉絲不懂中文，只能向裁判表示「他們正在談話」（They are having a conversation!），隨後攝影師也播放詹爸和詹詠然正在交談的分鏡畫面，然而其實早在辛吉絲向裁判抗議之前，其隊友桑尼亞·米爾莎已不滿許久了 。

### 里約奧運風波
謝淑薇表示，在2004年夏季奧林匹克運動會、2008年夏季奧林匹克運動會和2012年夏季奧林匹克運動會過去網球比賽教練遴選辦法上，按配額給予單打和雙打皆取得資格的選手優先；然而2016年夏季奧林匹克運動會網球比賽卻更改為由單打或雙打排名的高者才可取得指導教練照，而當時女雙世界排名第五的詹家姊妹因此獲得指派教練資格。此事引起謝淑薇不滿，並表示個人遭受不公平待遇。

### 2017年夏季世界大學運動會退賽事件
詹詠然參加世大運，獲得女雙金牌，然而打完女雙金牌賽之後因中暑併發暈眩症為由，放棄與謝政鵬搭檔之混雙準決賽，8月28日女子隊教練李春秋出面說明：「醫師評估詹詠然因時差、溫度等因素體能下滑，導致眩暈症發作，目前人躺在床上無法起身，沒辦法參賽。」詹詠然在退賽後，由家人陪同去醫院打點滴，到半夜才回家；經過醫生確認身體狀況無礙後，隔日中午飛往美國備戰美網。但此舉引爆退賽是為了趕赴紐約參加美網女雙的背信爭議。
由於世大運混雙金牌戰與美網官方預定的女雙第一輪在日程上有銜接疑慮，搭檔謝政鵬在開賽前即擔心混雙搭檔詹詠然會因賽程衝突而退賽的疑慮，在8月23日世大運最後能更動名單截止前，一直有希望教練團考慮改由張凱貞與謝政鵬搭配。在8月29日世大運賽事結束後教練團與選手團召開的記者會，女子隊教練李春秋一改28日希望和平收場的態度，表示：「公道自在人心。」「海水退了就知道誰沒有穿褲子。」「詹家直到比賽開打前都還拍胸口保證，姊姊絕對會打完混雙賽事，他們還要求教練團和行政單位爭取改賽程(將決賽日提前)，我們很努力，但關係到售票和轉播權，FISU的規定賽程就是不能更改，所以23號最後更動名單前，他們還是說可以參賽，他也相信選手，結果現在事情變成這樣。」記者會網球代表團全員幾乎到齊，僅詹詠然、詹皓晴、張凱貞未現身。混雙頒獎典禮金銀銅牌選手詹詠然缺席，謝政鵬舉起有詹詠然相片之手機，語氣並未顫抖。
台灣時間9月11日詹詠然與辛吉絲順利奪得美網女雙冠軍賽後，發表聲明並對世大運搭擋謝政鵬及球迷致歉，表示身體不適是沒想到的意外。但該份聲明仍受到各界懷疑有避重就輕之嫌。
此外，中視特派記者龔邦華在9月11日表示，在賽後記者會原定第二輪讓選手母語記者群以母語提問時間，被要求以英文提問，亦引起輿論爭議。 
9月17日，部分記者針對詹詠然9月11日的聲明內容中提及申請延賽部分，透過美網官網電郵、《推特》及《臉書》訊息發出詢問，於台灣時間16日深夜獲得美網官方推特回應: 「參加前一週的比賽的選手可以提出申請，但賽會有權接受或拒絕，但賽事的抽籤不會因為個人而延後。」  

### 2024年巴黎奧運賽後訪問事件
詹詠然與詹皓晴在巴黎奧運首戰即淘汰，賽後詹詠然聲稱，自己10個月沒打比賽，但認為自己在場上有給對手「極大的威脅」

## 外部連結
- 詹詠然在Women's Tennis Association（英语）
- 詹詠然在International Tennis Federation（英语）
- 詹詠然在Billie Jean Cup（英语）
- 詹詠然在tennisabstract.com（英语）
- 詹詠然在ESPN（英语）
- 詹詠然在Olympics.com（英语）
- 詹詠然在Olympedia（英语）
- Fed Cup - Player profile - Yung-Jan CHAN (TPE) （页面存档备份，存于） （英文）
- 詹詠然的Facebook專頁
- 詹詠然的新浪微博
- 詹詠然的X（前Twitter）
- 詹詠然官方網站（中文）
- 2006台灣十大潛力人物